# RusAir
RusAir (en ruso: РусЭйр) fue una aerolínea chárter basada en el Aeropuerto Internacional de Moscú-Sheremétievo en Moscú, Rusia. Ofrecía servicios chárter a nivel internacional, con aviones en configuración VIP. También operaba vuelos privados, vuelos de negocios y servicios de evacuación médica.

## Historia
La aerolínea fue fundada el 30 de noviembre de 1993, e inicio operaciones en enero de 1994. En un principio la aerolínea se llamaba CGI Aero, la cual operaba vuelos privados para los nuevos magnates rusos que emergieron después de la caída de la URSS. La compañía era propiedad de Clintondale Aviation.
Después del accidente del Vuelo 9605 de RusAir del 20 de junio de 2011, el 14 de julio de 2011 la Agencia Federal del Transporte Aéreo de Rusia suspendió la licencia de operador a RusAir, y luego la anuló el 17 de agosto del mismo año.

## Flota
- 2 Tupolev Tu-154M

- 1 Bombardier Global Express

- 8 Tupolev Tu-134A3

- 3 Yakovlev Yak-40

- 1 Gulfstream 550

- 1 Dassault Falcon 900

- 3 Challenger 600 series

- 1 Embraer Legacy 600

- 1 Global Express XRS

- 1 Learjet 60

- 1 Hawker 850 XP

- 1 Hawker 800

- 1 Cessna Citation X

- 1 Challenger 30

## Accidentes
- El 20 de junio de 2011, un Tu-134A3 de RusAir se estrelló mientras efectuaba la aproximación a Petrozavodsk.[3] El vuelo 9605 era operado por RusLine y llevaba 52 personas abordó. El avión cubría la ruta Moscú-Petrozavodsk cuando se estrelló en una autopista cercana al aeropuerto matando a 47 de las 52 personas que viajaban abordó de la aeronave.[4]